# Schule Osterholz
Die Schule Osterholz in Bremen-Osterholz, Ortsteil Ellenerbrok-Schevemoor, Osterholzer Heerstraße 160 und Oewerweg, stammt von 1852 und der Erweiterungsbau von 1914.
Die Gebäude stehen unter Bremer Denkmalschutz.

## Geschichte
In der Freien Hansestadt Bremen gab es in den Landgemeinden in der ersten Hälfte des 19. Jahrhunderts meist Kirchspielschulen, die der pfarramtlichen Ortsschulinspektion und der Oberinspektion der Kirchen und Schulen in Bremen unterstanden. Sie waren zumeist ein-, manchmal mehrklassig.
Die zweiklassige Osterholzer Schule wurde 1852 auf Beschluss das Kirchenältesten-Collegiums des Kirchspiels Oberneuland (!) zusammen mit der Wohnung des Schulvorstehers gebaut. 1858 erfolgte eine Reform des bremischen Landschulwesens.
Das Dorf Osterholz hatte 1862 rund 1400 und um 1900 bereits 1719 Einwohner. 1901 musste die Osterholzer Schule durch Um- und Erweiterungsbauten mit zwei Risaliten auf sieben Klassenräume vergrößert werden; ein zweigeschossiges Gebäude entstand.
Mit dem Landschulgesetz vom 2. März 1889 wurde die Behörde für das Landschulwesen eingerichtet. (Siehe auch Bremer Schulwesen, Reformen)
1915 kamen nach Plänen von Baumeister Gustav Ulrich (1880–1971) vom Hochbauamt Bremen erneut acht Klassen hinzu. Der zweigeschossige neoklassizistische Erweiterungsbau mit einem Walmdach und dem repräsentativen Portal zur Hofseite und zur Heerstraße bildete nun mit dem am nördlichen Risalit verlängerten Altbau einen zweiseitig (heute dreiseitig) geschlossenen Platz. Der Torbogen der Durchfahrt zum Oeverweg ist 2008 bei der jüngsten Erweiterung zu einem Eingangsportal umgebaut worden.
Das Landesamt für Denkmalpflege befand: „Das bis heute erhaltene, im Wesentlichen in drei Bauabschnitten entstandene alte Schulgebäude der Schule Osterholz ist trotz der zahlreichen Um- und Erweiterungsbauten hinsichtlich der räumlichen Disposition auf dem Grundstück als auch der Durchbildung der Fassaden im Detail baukünstlerisch überzeugend gestaltet...[der] Bauabschnitt gehört zu einer Reihe außerordentlich qualitätvoller Schulbauten der Zeit.“
Die Schule Osterholz ist heute (2021) eine vierzügige Grundschule mit rund 310 Schülern und um 35 Mitarbeitern. Mobilbauten mit vier Klassenräumen und einem Teamraum wurden aufgestellt. Ein Förderverein unterstützt die Schule.